# Roman Petrenko
Roman Petrenko (* 2. ledna 1965, Nitra) je slovenský filmový a televizní režisér.
Vystudoval Střední průmyslovou filmovou školu v Čimelicích (1984) a obor režie na pražské FAMU (1990). Věnuje se především televizní tvorbě. Od roku 1992 spolupracoval s Československou televizí v Bratislavě. Od roku 1997 externě pracoval pro TV Nova, od 2005 pracuje hlavně pro Českou televizi.

## Život
Narodil se 2. ledna 1965 v Nitre. Je synem režiséra Martina Petrenka (dokumenty, publicistika např. Kto je vinný, ale i zábavné pořady např. Vtipnejší vyhráva, Dvaja z jedného mesta). Absolvoval studium na Střední průmyslové škole filmové v Čimelicích, následně pokračoval v studiu na VŠMU v Bratislavě obor televizní a filmová režie a v roku 1990 ukončil filmovou a televizní režii na FAMU v Praze. Po skončení vysoké školy začal spolupracovat se Slovenskou televizí. Jako režisér a pomocný režisér (režisérů Novana, Fuko, Fischera) spolupracoval v letech 1984 až 1992 na programech Bratislavských hudobných slávností. V roce 1995 debutoval celovečerním filmem Hazard podle scénáře Marka Maďariča. V témže čase se začal specializovat na režii zábavných programů. V České televizi režíroval mimo jiné Star Dance – Když hvězdy tančí  v letech 2006-2021, za které získal 2krát cenu Tý tý v kategorii nejlepší program roku. Jeho doménou jsou především zábavné programy a televizní přímé přenosy.

## Filmografie

### Režisér

#### Celovečerní film
- 1995: Hazard

#### Televizní tvorba
- Vymyslení ľudia (1992, TV inscenace,Slovenské televize)
- Spomienky na lúčenie (1993, TV inscenace,Slovenská televize)
- Póza (1993, TV inscenace, Slovenská televize)
- 1997 - Victoria regia
- Bratislavská Lýra (1996, 1997, 1998)
- Galakoncert ROCK FM (2001, Slovenská televize)
- CENY SOZA (2001, Slovenská televize)
- Politická střelnice (2009, pořad, TV Barrandov)
- KNOR TIME (2009, pořad, TV Barrandov)
- Modra hviezda (2010, galavečer, Slovenská televize)
- Nadácia Plaváčik (2010, Slovenská televize)
- Futbalista roka (2011, galavečer, Slovenská televize)
- SND 2011 – Krištáľový ples v SND (2011, TV JOJ)
- Česká hvězda (2011, galavečer, TV Barrandov)
- To byl náš hit (2011-2012, soutěžní pořad, TV Barrandov)
- Tajemství Karla Gotta (2012, dokument, TV Barrandov)
- Tajemství Petra Muka (2012, dokument, TV Barrandov)
- Tajemství Ivana Mládka (2012, dokument, TV Barrandov)
- Tajemství Lucie Vondráčkové (2012, dokument, TV Barrandov)
- Tajemství Pavla Vítka (2012, dokument, TV Barrandov)
- Tajemství Petra Jandy (2012, dokument, TV Barrandov)
- StarDance, když hvězdy tančí (2006-2021)
- Kousek Nebe
- Nejchytřejší Čech (2014, 2016, soutěžní pořad, Česká televize)
- Ceny Czech grand design 2013 (2014, galavečer, Česká televize)
- Sportovec roku (2007-2021, galavečer, Česká televize)
- Zlatá hokejka (2008-2022, galavečer, Česká televize)
- Hokejista Tipsport extraligy (2014-2022, galavečer, Česká televize)
- Česká Miss (2015-2016, soutěžní galavečer, TV Prima)
- Miss Slovenska (2011, soutěžní galavečer, TV JOJ)
- Udělám cokoliv (2006-2007, soutěžní pořad, Česká televize)
- ESO (1998-2008)
- Hokejista roka (2024, galavečer, TV JOJ)
- Ceny Thalie (2017-2024, galavečer, Česká televize)
- 100 let basketbalu v Čechách (2024, galavečer, Česká televize)